# Laurens Molenkamp
Laurens W. Molenkamp (né le 4 août 1956)  est professeur de physique et titulaire de la chaire de physique expérimentale à l'Université de Wurtzbourg. Il est connu pour ses travaux sur les structures semi-conductrices et les isolants topologiques.

## Biographie
Laurens Molenkamp est un physicien expérimental de la matière condensée. Il obtient son doctorat en chimie physique de l'Université de Groningue, et passe plusieurs années d'abord avec les laboratoires de recherche Philips à Eindhoven, puis en tant que professeur associé à la RWTH à Aix-la-Chapelle. Il arrive à l'Université de Wurtzbourg en 1999 et est maintenant titulaire de la chaire de physique expérimentale III et dirige l'unité II-VI MBE (épitaxie par faisceau moléculaire). Il travaille sur le transport quantique dans les nanostructures, la spintronique des semi-conducteurs et la spectroscopie optique des semi-conducteurs. Il est co-récipiendaire  en 2012, du Prix Oliver-E.-Buckley de la Société américaine de physique pour son observation expérimentale de l'effet Hall de spin quantique, ouvrant le champ des isolants topologiques. Depuis 2012, il est rédacteur en chef, de la revue de Physical Review B. Il est lauréat du prix Physics Frontiers Prize 2013 (présélectionné pour le Prix de physique fondamentale). Thomson Reuters l'inclut sur leur liste annuelle de présélection  pour le prix Nobel de physique 2014 pour ses recherches expérimentales, avec Charles L. Kane et Shoucheng Zhang (en), sur l'effet Hall de spin quantique et les isolants topologiques.